# Картер (округ, Оклахома)
Округ Картер (англ. Carter County) располагается в штате Оклахома, США. Официально образован в 1907 году. По состоянию на 2012 год, численность населения составляла 48 085 человека.

## География
По данным Бюро переписи США, общая площадь округа равняется 2160,062 км2, из которых 2134,162 км2 суша и 10,000 км2 или 1,190 % это водоёмы.

## Население
По данным переписи населения 2000 года в округе проживает 45 621 жителей в составе 17 992 домашних хозяйств и 12 648 семей. Плотность населения составляет 21,00 человек на км2. На территории округа насчитывается 20 577 жилых строений, при плотности застройки около 10,00-ти строений на км2. Расовый состав населения: белые — 77,40 %, афроамериканцы — 7,60 %, коренные американцы (индейцы) — 7,92 %, азиаты — 0,60 %, гавайцы — 0,03 %, представители других рас — 1,13 %, представители двух или более рас — 4,45 %. Испаноязычные составляли 2,78 % населения независимо от расы.
В составе 32,50 % из общего числа домашних хозяйств проживают дети в возрасте до 18 лет, 54,50 % домашних хозяйств представляют собой супружеские пары проживающие вместе, 12,00 % домашних хозяйств представляют собой одиноких женщин без супруга, 29,70 % домашних хозяйств не имеют отношения к семьям, 26,60 % домашних хозяйств состоят из одного человека, 12,20 % домашних хозяйств состоят из престарелых (65 лет и старше), проживающих в одиночестве. Средний размер домашнего хозяйства составляет 2,47 человека, и средний размер семьи 2,98 человека.
Возрастной состав округа: 26,20 % моложе 18 лет, 7,90 % от 18 до 24, 26,70 % от 25 до 44, 23,20 % от 45 до 64 и 23,20 % от 65 и старше. Средний возраст жителя округа 38 лет. На каждые 100 женщин приходится 92,90 мужчин. На каждые 100 женщин старше 18 лет приходится 89,00 мужчин.
Средний доход на домохозяйство в округе составлял 29 405 USD, на семью — 36 729 USD. Среднестатистический заработок мужчины был 30 018 USD против 20 877 USD для женщины. Доход на душу населения составлял 15 511 USD. Около 12,70 % семей и 16,60 % общего населения находились ниже черты бедности, в том числе — 21,70 % молодёжи (тех, кому ещё не исполнилось 18 лет) и 12,40 % тех, кому было уже больше 65 лет.